# S100A3
S100A3‏ (S100 calcium binding protein A3) هوَ بروتين يُشَفر بواسطة جين S100A3 في الإنسان.